# Scotinotylus exsectoides
Scotinotylus exsectoides is een spinnensoort uit de familie hangmatspinnen (Linyphiidae). De soort komt voor in Canada.